# Gen'ichi Fukushima
Pour les articles homonymes, voir Fukushima.
Gen'ichi Fukushima (福島 玄一, Fukushima Gen'ichi), né le 6 avril 1911 et mort le 1er juillet 1994, était un arbitre japonais de football des années 1960.

## Carrière
Il a officié dans une compétition majeure : 
- JO 1964 (1 match)